# Stazione di Pioppaino
Stazione di Pioppaino vasútállomás Olaszországban, Castellammare di Stabia településen.

## Vasútvonalak
Az állomást az alábbi vasútvonalak érintik:
- Torre Annunziata-Sorrento-vasútvonal

## Kapcsolódó állomások
A vasútállomáshoz az alábbi állomások vannak a legközelebb:
- Stazione di Via Nocera (Stazione di Sorrento, line 13)
- Stazione di Ponte Persica
- Stazione di Pompei Scavi-Villa dei Misteri (Stazione di Napoli Porta Nolana, line 13)